# Doratura stylata
Doratura stylata, auch Wiesendolchzirpe genannt, ist eine Zwergzikade aus der Unterfamilie der Zirpen (Deltocephalinae).

## Merkmale
Die Zikaden werden 3–4,5 mm lang. Charakteristisch für die Zikadenart sind die drei schwarzen Flecke am vorderen Kopfrand sowie zwei schwarze Bänder, die quer über das Gesichtsfeld verlaufen. Die meist verkürzten Flügel (brachypter) sind metallisch glänzend. Die Weibchen besitzen verlängerte Gonoplacs, die am Ende des Hinterleibs hervorragen. Das letzte Hinterleibssegment der Männchen besitzt dunkle Flecke.

## Vorkommen
Die Art ist in der westlichen Paläarktis (Europa und Nordafrika) heimisch. Sie ist in Europa weit verbreitet. Auf den Britischen Inseln ist die Zikadenart vertreten. Die Art wurde nach Nordamerika eingeschleppt.

## Lebensweise
Die Zikaden findet man in offenen Grasbiotopen, insbesondere mit sandigen oder kalkhaltigen Böden. Die Imagines fliegen von Juni bis Oktober. Man beobachtet Doratura stylata am häufigsten von Juni bis Mitte Juli an Wiesen-Rispengras (Poa pratensis), an dessen Blättern und Stängeln die Zikaden saugen.